# Мекензієві гори (район)
Мекензієві гори (крим. Mekenzi Dağları) або Кок-Ага́ч даглари́ (крим. Kök Ağaç dağları) — віддалена частина міста Севастополя, в Нахімовському районі.
З 7 вересня 2023 року місцевість передана до Бахчисарайського району Автономної Республіки Крим, однак, вона досі не має статусу окремого населеного пункту.

## Опис
Основні вулиці: Сенна, Енергетиків, Кооперативна.
Центром району є залізнична станція Мекензієві Гори.
Також навколо скупчено багато військових об'єктів, через що періодічно трапляються нещасні випадки з вибуховими предметами, а у 2006 році правоохоронці знайшли схованку, де зберігалося 18 гранат, 52 патрони і мінометна міна.

## Історія
Історична назва гірського масиву, від якого отримала назву станція та місцевість — Кок-Агач, в перекладі з кримськотатарської мови «граб» (дослівно «сіро-блакитне дерево»).
Мекензієві гори отримали назву від імені командувача ескадрою Чорноморського флоту 1783—1786 років і одного з будівничих майбутнього міста Севастополя контр-адмірала Фоми Мекензі. У середині XVIII ст. шотландець Т. Мекензі поступив на військово-морську службу і згодом зробив блискучу кар'єру. У нагороду за службу Григорій Потьомкін подарував Мекензі ділянку землі під маєток. Хутір, що швидко виріс, природно, всі стали називати «хутір Мекензі», а згодом «хутір Мекензія».